# Alkalinebrandstofcel

Diagram van een Alkalinebrandstofcel
1 waterstof
2 elektronenstroom
3 elektrische belasting
4 zuurstof
5 kathode
6 elektrolyt
7 anode
8 water
9 OH^{−}-ionen

Een alkalinebrandstofcel of alkalische brandstofcel (Engelse benaming: Alkaline Fuel Cell of AFC) is een brandstofcel werkend met kaliloog (alkaline, ook wel kaliumhydroxide) als elektrolyt. Het ionentransport vindt plaats in de vorm van hydroxide-ionen ({\displaystyle {\ce {OH-}}}). De katalysator voor de ionisatie van waterstof is platina of kobalt. Alkalinebrandstofcellen zijn een van de vroegst ontwikkelde brandstofcellen. Het zijn ook de eerste cellen die gebruikt werden om elektrische energie en water op een ruimteschip te creëren. 

## Opbouw
Een cel bestaat uit een anode of kathode van een niet-kostbaar metaal in een elektrolyt-oplossing van kaliumhydroxide. Door zuurstofgas en waterstofgas te introduceren ontstaat een elektronenstroom. De AFC’s maken ook gebruik van een polymeermembraan net zoals de PEM fuel cells maar het verschil tussen beide is het gebruik van waterig basisch elektrolyt zoals kaliumhydroxide in plaats van een zuur. Alkalinebrandstofcellen zijn zeer efficiënt en kunnen een rendement tot 70% hebben. Ook hebben ze een voordeel op zure cellen (PEMFC), vaste-oxidecellen en fosforzuurcellen omdat ze werken op een temperatuur tussen kamertemperatuur en 90°C met een hogere elektrische efficiëntie. 

Aan de anode:  {\displaystyle {\ce {H2 + 2OH- -> 2H2O + 2e-}}}
Aan de kathode: {\displaystyle {\ce {O2 + 2H2O + 4e- -> 4OH-}}}

## Nadeel
Een nadeel van dit soort cellen is dat het waterige kaliumhydroxide zich om kan vormen naar kaliumcarbonaat door het aanwezige koolstofdioxide in de elektrolyt. Dit geeft een negatief effect op de efficiëntie van de cel en moet dus vermeden worden.
Er zijn twee manieren om deze negatieve impact te reduceren: met een statische elektrolyt of een vloeiende elektrolyt. 
De statische elektrolyt gebruiken een asbestseparator om zo weinig mogelijk kaliumhydroxide te laten omvormen naar kaliumcarbonaat. Deze soort wordt vooral onder meer in de ruimtevaart gebruikt waar platina als katalysator op de anode of kathode gebruikt wordt om de productie op te voeren. 
Het vloeiende-elektrolytontwerp laat de elektrolyt ofwel parallel of transversaal tussen de elektrodes vloeien. Bij het parallel vloeiende ontwerp behoudt de elektrolyt het gevormde water en zal na enige tijd de oude elektrolyt vervangen worden. Men kan dit vergelijken als het vervangen van olie in een auto. Dit resulteert weliswaar in een grotere ruimte tussen de elektrodes om deze vloeiende beweging mogelijk te maken, wat meer weerstand zal geven in de cel. Dit maakt het ontwerp dus minder efficiënt dan het statische ontwerp. Het transversale ontwerp is daarbij weer goedkoper maar het is nog enkel aangetoond met puur zuurstof.